# Fabian Cancellara
Fabian Cancellara (Berna, 18 de março de 1981) é um ciclista profissional suíço que atualmente integra a equipe Trek - Segafredo do UCI ProTour. E conhecido no pelotão pela alcunha de Spartacus. É uma dos melhores contrarrelogistas em actividade , alem de ser especialista nas clássicas do Pavee (corrida que decorrem em março e abril conhecidas por passarem por varias zonas de estradas em paralelos).
Cancellara conquistou duas medalhas durante os Jogos Olímpicos de Verão de 2008, em Pequim. Foi medalhista de prata na prova de estrada e campeão olímpico na prova de estrada contrarrelógio.
Nos Jogos Olímpicos de 2016, no Rio de Janeiro, foi campeão olímpico na prova de contra-relógio, consagrando-se bicampeão olímpico, 2008 Pequim e 2016 Rio de Janeiro.

## Carreira
- Foi campeão do mundo de ciclismo no contrarrelógio de estrada em 2006, 2007, 2009 e 2010
- Destacou-se na sua terceira Volta à França em 2007 ao vencer duas etapas e ao conservar a camisola amarela durante 7 dias.

A sua carreira começa em 1998 ano em que ganha os campeonatos mundiais juniores de contra-relógio
Em 2008 ganhou a corrida Milan-San Remo e a classificação geral do Tirreno-Adriático.
- Em 2009, ele foi campeão da Volta da Suíça e venceu uma etapa do Tour de France, mantendo a liderança da competição por seis dias. Alem disto, também ganhou a volta a Suíça em 2009. Neste ano venceu também os campeonatos mundiais de contra-o-relógio em Varese no seu pais, apresentando uma grande forma.

Em 2010 ganhou a Volta a Flandres, o Paris-Roubaix e o E3-Harelbeke e a classificação geral do Tour de Oman. 
No ano seguinte ganhou o E3-Harelbeke novamente e etapas no Tour do Luxemburgo, do Tireno-Adriatico e da Volta a Suiça. 
Em 2013 voltou a ganhar a Volta a Flandres e o Paris-Roubaix e o E3-Harelbeke.